# 이소영 (배구 선수)
이소영(1994년 10월 17일 ~ )은 대한민국의 배구 선수로 포지션은 레프트이다. 현재 V-리그의 IBK기업은행 소속이다. 2012-2013시즌 여자 신인선수 드래프트에서 1라운드 1순위로 GS칼텍스 서울 KIXX에 입단하였다. 2020년 9월 5일 KOVO컵을 시작으로 V-리그, 챔피언결정전 트레블 달성에 공헌하였으며, 2021년 4월 13일 오후 KGC인삼공사와 계약기간 3년 연봉과 옵션을 포함한 총보수는 6억5000만원으로 계약을 완료하였다.

## 선수시절
초등학교 4학년 때 단거리, 멀리뛰기, 높이뛰기 선수로 활동하다, 점프력을 눈여겨 본 육상부 감독의 권유로 6학년 때 배구선수로 전향했다. 전주근영여중 시절에는 센터로 활약하며 제38회 전국소년체육대회 여중부 우승, 제 20회 CBS배 전국남녀중고배구대회 준우승을 이끌었다. 고등학교 시절에는 라이트, 레프트에서 활약했다.
2012년 신인 드래프트에서 GS칼텍스의 전체 1순위 지명을 받고 입단한다. 첫 시즌 정규리그 25경기에 참가하면서 80세트 동안 총 254점을 기록했고, 속공 부문에서는 1위에 올랐다. 시즌 후 신인왕을 수상한다. 2013-14 시즌에는 챔피언 결정전 우승을 하는데 기여한다.
2017년 월드그랑프리를 앞두고 남자대학팀과 연습경기도중 무릎 전방 십자인대가 파열되었다. 그 여파로 2017-18시즌 1, 2, 3라운드 경기를 결장하고 4라운드 막판 복귀하였지만, 제대로 된 활약을 펼치지 못한 탓에 GS칼텍스는 결국 4시즌 연속으로 포스트시즌 진출에 실패하였다.

## 수상 경력
- 2009년 전국 남녀 종별 배구선수권대회 여자중등부 수비상
- V-리그 여자부 신인선수상: 2013
- 2012-13 V-리그 올스타전 서브 퀸 (84km/h)
- 2014 안산 우리카드컵 프로배구 대회 MIP (기량발전상)
- 2015 아시아 u-23 선수권대회 베스트 아웃사이드 스파이커
- 2015-16 V-리그 올스타전 서브 퀸 (87km/h)
- 2018 KOVO컵 MIP
- V-리그 2018-19 1라운드 MVP
- V-리그 2020-21 5라운드 MVP
- 2020-21 V-리그 챔피언결정전 MVP

## 국가대표 경력
- 2014년 FIVB 배구 월드그랑프리
- 2015 아시아 U-23 여자 배구 선수권 대회
- 2015 FIVB 여자배구 월드컵
- 2016년 하계 올림픽 배구 예선
- 2018 FIVB 세계 여자배구 선수권 대회
- 2019 도쿄 올림픽 대륙간예선전
- 2019 아시아배구선수권대회
- 2019 FIVB 여자배구 월드컵
- 2020 도쿄올림픽 4강
- 2021 발리볼네이션스리그(VNL)